# Стадион Национальных героев
Стадион Национальных героев (англ. National Heroes Stadium) — многофункциональное спортивное сооружение, расположенное на окраине замбийской столицы, города Лусаки. В настоящее время используется преимущественно для футбольных матчей; является домашней ареной футбольной сборной Замбии. Открытый в 2014 году стадион вмещает до 60 000 зрителей.

## История
В 2013 году, незадолго до окончания строительства, стадиону было присвоено имя Национальных героев габонской катастрофы (англ. Gabon Disaster Heroes National Stadium) в память об игроках и тренерах сборной Замбии, 27 апреля 1993 года направлявшихся в Сенегал на отборочный матч чемпионата мира-1994 и погибших при авиакатастрофе недалеко от Либревиля, столицы Габона. Однако большинство футбольных болельщиков не приняли это название, в результате чего министр спорта страны объявил, что по воле замбийского народа арена была переименована в «Стадион Национальных героев».
Первым матчем на Стадионе Национальных героев стала товарищеская игра сборной Замбии против Судана, прошедшая 31 августа 2014 года. Победу со счётом 3:1 одержала принимающая сторона.
В январе 2015 года на стадионе состоялась инаугурация 6-го президента Замбии Эдгара Лунгу.

## Расположение
Стадион Национальных героев расположен у Великой северной дороги в непосредственной близости от стадиона Независимости и Мемориального парка Национальных героев, посвящённого погибшим в авиакатастрофе футболистам.
Несмотря на то, что Стадион Национальных героев располагается в непосредственной близости от Лусаки, официально он всё-таки относится к району Чибомбо Центральной провинции Замбии, прилегающего к столице страны.